# Hör oss, Gud, du själv har bett oss
Hör oss, Gud, du själv har bett oss är en psalm, med text skriven 1968 av Michael Hewlett och musik skriven omkring 1904 av William Penfro Rowlands. Texten översattes till svenska 1968 av Anders Frostenson.

## Publicerad i
- Psalmer och Sånger 1987 som nr 571 under rubriken "Att leva av tro - Bönen".[1]